# Canéphore

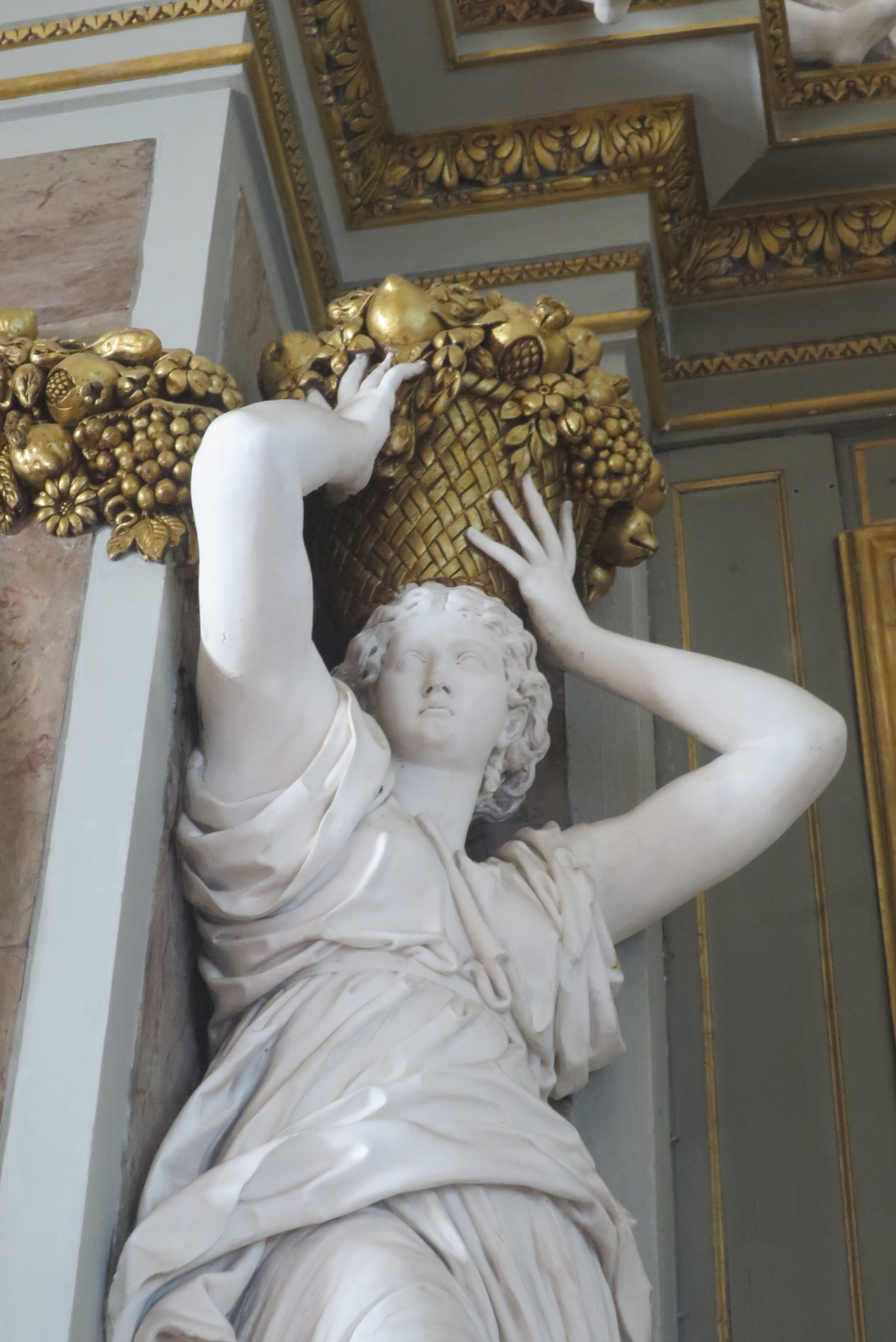
Canéphore de la cheminée du château de Maisons, Maisons-Laffitte

Une canéphore est une jeune fille portant des cadeaux lors de la procession des panathénées. Le mot provient d'un mot grec signifiant « porteuses de corbeilles ».

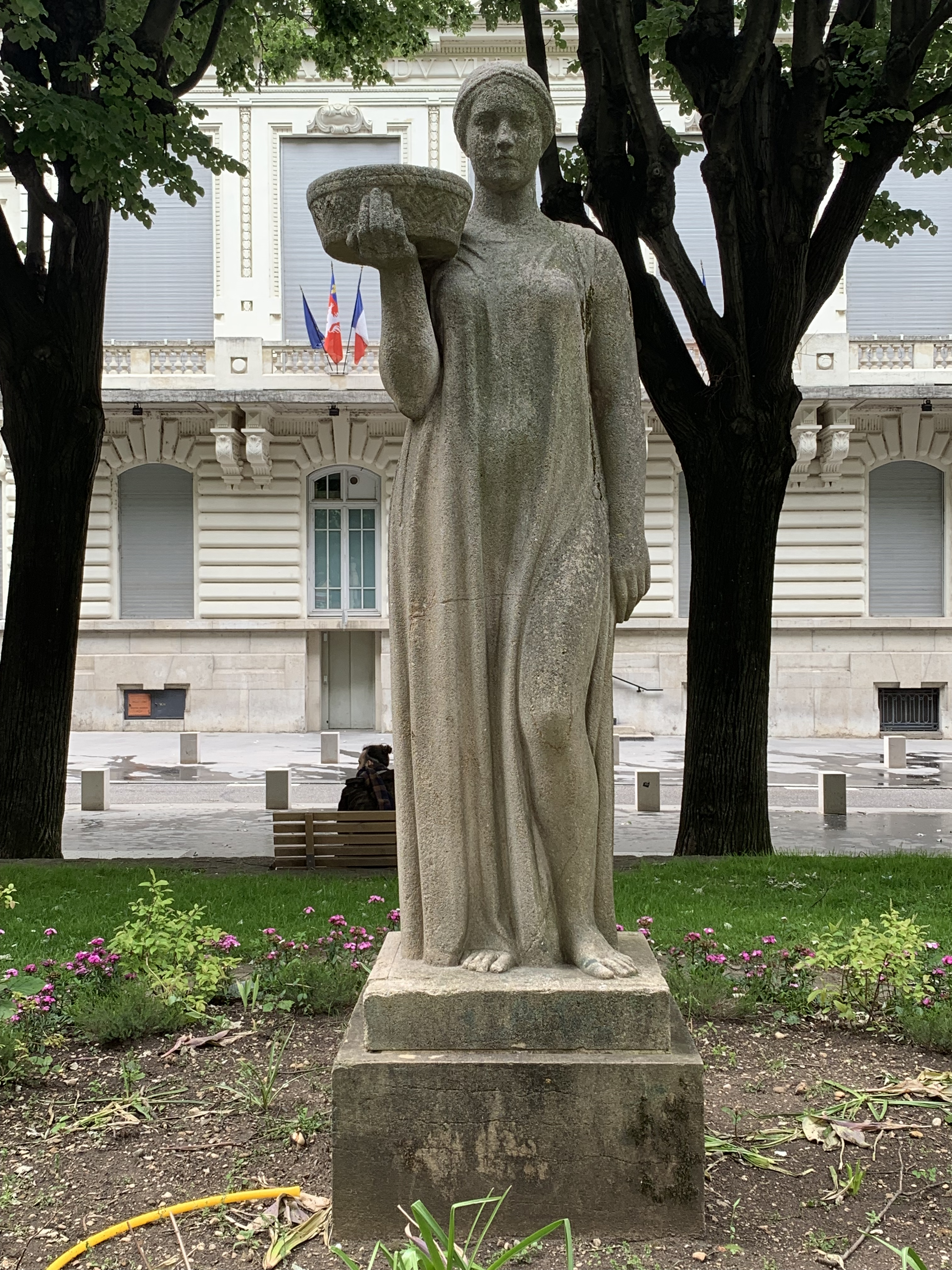
La Canéphore, par Albert Poncin (1877-1954) (place Jean-Macé à Lyon).

On nommait ainsi à Athènes de jeunes filles de distinction attachées au service d'Athéna, qui portaient sur leur tête des corbeilles entourées de guirlandes de fleurs et remplies d'objets consacrés au culte, c'est-à-dire des couteaux, de la nourriture... 
La canéphorie était réservée aux plus belles femmes. Ainsi, elles charmaient les dieux, les princes ou les hommes, qui se jetaient sur elles pour les embrasser et les enlever. 
En architecture, une canéphore désigne une femme portant une corbeille sur la tête (à ne pas confondre avec une cariatide)